# Wan-čou

Poloha Wan-čou v rámci Čchung-čchingu

Wan-čou (čínsky pchin-jinem Wànzhōu, znaky zjednodušené 万州, tradiční 萬州) je městský obvod ve městě Čchung-čching v Čínské lidové republice, leží 230 km severovýchodně od městského centra Čchung-čchingu. Roku 2018 měl 1 738 tisíc obyvatel žijících na ploše 3 457 km².
Během napouštění přehradního jezera Tři soutěsky byla zatopena takřka polovina obvodu.